# Trung Ngãi
Trung Ngãi là một xã thuộc tỉnh Vĩnh Long, Việt Nam.

## Địa lý
Xã Trung Ngãi có vị trí địa lý:
- Phía đông giáp xã Nhị Long.
- Phía tây giáp xã Trung Thành và Hiếu Phụng.
- Phía nam giáp xã Càng Long.
- Phía bắc giáp xã Quới An; giáp xã Quới Thiện với ranh giới là sông Cổ Chiên.

Xã Trung Ngãi có diện tích 39,25 km², dân số năm 2025 là 27.309 người, mật độ dân số đạt  695 người/km².

## Hành chính
Xã Trung Ngãi được chia thành 7 ấp: 1, 2, 7, 8, Giồng Ké, Kinh, Phú Nhuận.

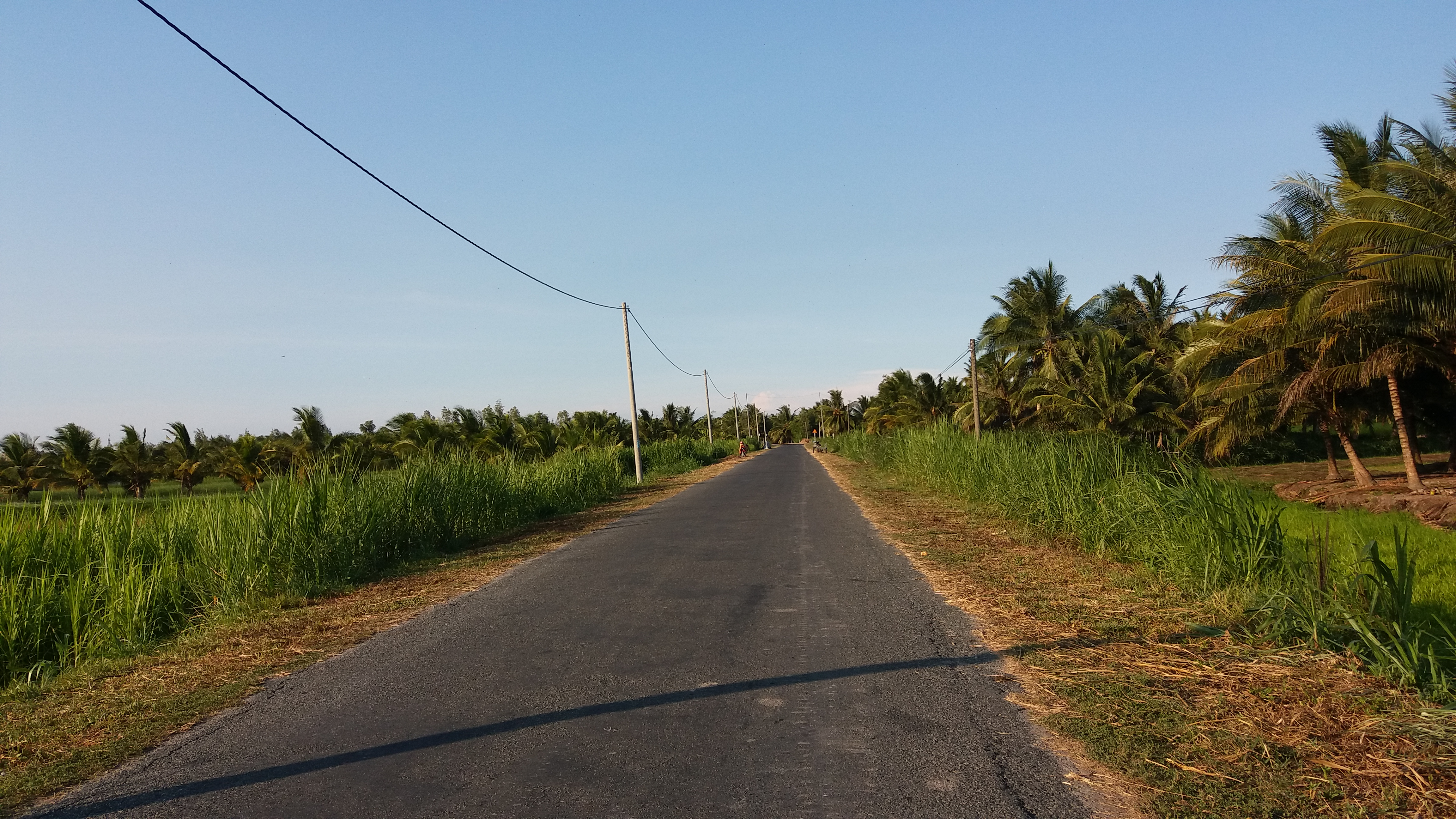
Một con đường nông thôn giữa hai xã Trung Nghĩa và Trung Ngãi.

## Lịch sử
Ngày 6 tháng 12 năm 2019, Hội đồng Nhân dân tỉnh Vĩnh Long ban hành Nghị quyết 228/NQ-HĐND về việc sáp nhập toàn bộ ấp Tam Trung vào ấp Kinh.
Ngày 16 tháng 6 năm 2025, Ủy ban Thường vụ Quốc hội ban hành Nghị quyết số 1687/NQ-UBTVQH15 về việc sắp xếp các đơn vị hành chính cấp xã của tỉnh Vĩnh Long năm 2025. Theo đó, sắp xếp toàn bộ diện tích tự nhiên, quy mô dân số của các xã Trung Thành Đông, Trung Ngãi và Trung Nghĩa thành xã mới có tên gọi là xã Trung Ngãi.
Sau khi sáp nhập, xã Trung Ngãi có 39,25 km² diện tích tự nhiên và dân số 27.309 người.